# Matjaž Markič
Matjaž Markič (Koper, Yugoslavia, 12 de enero de 1983) es un deportista esloveno que compitió en natación, especialista en el estilo braza.
Ganó dos medallas de bronce en el Campeonato Europeo de Natación, en los años 2004 y 2006, y dos medallas en el Campeonato Europeo de Natación en Piscina Corta, oro en 2008 y bronce en 2005.

## Palmarés internacional
| Campeonato Europeo                  | Campeonato Europeo | Campeonato Europeo | Campeonato Europeo |
| Año                                 | Lugar              | Medalla            | Prueba             |
| ----------------------------------- | ------------------ | ------------------ | ------------------ |
| 2004                                | Madrid (España)    | Medalla de bronce  | 50 m braza         |
| 2006                                | Budapest (Hungría) | Medalla de bronce  | 50 m braza         |
| Campeonato Europeo en Piscina Corta |                    |                    |                    |
| Año                                 | Lugar              | Medalla            | Prueba             |
| 2005                                | Trieste (Italia)   | Medalla de bronce  | 50 m braza         |
| 2008                                | Rijeka (Croacia)   | Medalla de oro     | 50 m braza         |